# 一窒化クロム
一窒化クロム（いちちっかクロム、英: chromium mononitride）は、クロムの窒化物である。非常に硬く、腐食に対して大きな抵抗を持つ。

## 合成
一窒化クロムはクロムと窒素を直接800 °Cで混合することによって得られる。
{\displaystyle {\ce {2Cr\ + N2 -> 2CrN}}}